# 松本新湖
松本 新湖（まつもと にこ、2002年12月6日 - ）は、日本の女子バスケットボール選手である。ポジションはポイントガード。Wリーグの東京羽田ヴィッキーズ所属。

## 来歴
三重県出身。
岐阜女子高校でインターハイとウインターカップともに準優勝。
東京医療保健大学に進み、1年次にU19ワールドカップ日本代表に選出。インカレでは準優勝を経験。
2024年11月、東京羽田ヴィッキーズにアーリーエントリー登録される。

## 日本代表歴
- 2021 U19W杯